# Kalpa (eon)
A kalpa szanszkrit szó (hindiül: कल्प – kalpa), melynek jelentése eon, amely egy viszonylagosan hosszú idő (emberi léptékkel számítva) a hindu és a buddhista kozmológiában. A fogalmat legkorábban a mintegy háromezer éves Mahábhárata című hindu eposz említi.
Általánosan egy kalpa egy világegyetem keletkezésétől az újrakeletkezéséig tartó időszak. A Puránákban — pontosabban a Visnu-puránában és a Bhágavata-puránában – a kalpa meghatározása szerint az időszak mintegy 4,32 milliárd évig tart.

## Buddhizmus
A Viszuddhimagga szövegei szerint a kalpa típusainak és azok időtartamának különféle magyarázatai vannak. Az első magyarázat szerint négyfajta kalpa létezik:
1. Aju-Kalpa – eltérő időtartam, amely egy átlagos emberi lény várható élettartama egy bizonyos korban (hindi: juga). Ez lehet akár egy aszankja (10140 év) vagy csupán tíz év. A szám egyenes arányban áll a kor emberének erényszintjével. A jelenlegi érték 100 év körül van és csökkenő tendenciában van.
2. Antah-Kalpa – ennyi ideig tart, hogy az aju-kalpa tíz évről megnőjön egy aszankja időtartamra és vissza tíz évre. Egy  antah-kalpa vége (az emberi faj többségének tömeges kipusztulás) háromféleképpen történhet:
  1. Szasthrantha-Kalpa – háborúk által.
  2. Durbhiksantha-Kalpa – éhínség által.
  3. Rogantha-Kalpa – járványok által.
3. Aszankya-Kalpa – 20 antah-kalpányi időszak. Egy ilyen időszak egy-negyed mahá-kalpának felel meg.
4. Mahá-Kalpa – a legnagyobb időegység a buddhizmusban. Egy mahá-kalpa (apokalipszis) vége háromféleképpen történhet: tűz, víz vagy szél által. Egy mahá-kalpa négy aszankja-kalpából áll.
  1. Első negyed – a világ kialakulásához szükséges idő.
  2. Második negyed – a világ stabil létezéséhez szükséges idő, amikor az élőlények növekedhetnek.
  3. Harmadik negyed – a világ elpusztulásához szükséges idő.
  4. Negyedik negyed – üres időszak.

Egy másik magyarázat szerint négyfajta hosszúságú kalpa létezik. Egy átlagos kalpa mintegy 16 milliárd évig tart (16 798 000 év), egy kis kalpa 1000 átlagos kalpából áll, egy közepes kalpa mintegy 320 milliárd évig tart, ami kb. 20 kis kalpának felel meg. Egy nagy kalpa 4 közepes kalpának felel meg, ami mintegy 1,28 ezer milliárd év.
Buddha nem beszélt a mahá-kalpa pontos hosszúságáról évszámok szerint. Adott azonban néhány megdöbbentő hasonlatot, hogy a megértést megkönnyítse:
1. Képzelj el egy 25 km oldalú üres kockát, amelybe 100 évente beledobsz egy apró mustármagot. Buddha szerint hamarabb fog megtelni a kocka, mielőtt egy kalpa véget érne.
2. Képzelj el egy mindhárom irányban 25 km kiterjedésű óriási sziklás hegyet, amelyet egy kis darab selyemmel 100 évente egyszer megdörzsölsz. Buddha szerint a hatalmas hegy hamarabb eltűnik, mielőtt egy kalpa véget érne.
Egy alkalommal a szerzetesek szerették volna megtudni, hogy eddig hány kalpa volt már a múltban. Buddha a következő hasonlatot mondta:
1. Hogyha összeszámolod a Gangesz mélyén található homokszemeket a folyó forrásától egészen a tengerig, akkor az eredményül kapott szám még mindig kisebb leesz, mint amennyi kalpa elmúlt már.

## Hinduizmus
A hinduizmusban (lásd még: Hindu időszámítás) egy kalpa mintegy 4,32 milliárd évet jelent, ez „Brahma egy napja”, vagy ezer mahájuga, a Föld kora (a mai tudósok szerint 4,54 milliárd év). Egy kalpa 14 manvantara korra van felosztva, mindegyik 71 juga (306 720 000 év) ideig tart. Az első előtti és minden egyes manvatara kor után van egy kereszteződés (szandhja), amely egy szatja-juga (1 728 000 év) ideig tart. Brahma egy napja és egy éjszakája 2 kalpa ideig tart. „Brahma egy hónapja” harminc ilyen napból áll (éjszakákat is beleértve), azaz 259,2 milliárd évből. A Mahábhárata szerint, 12 Brahma hónap (=360 nap) jelent egy évet, amelyből 100 jelent egy világegyetemnyi kort. Brahma ötvenedik évében járhatunk jelenleg, amely a svetavaraha kalpa, amelynek a végén a Föld megsemmisül.

## Külső hivatkozások
- names of the kalpa-s
- Vedic Time Measurement, Detailed description by Gurudev